# Diostrombus verschureni
Diostrombus verschureni är en insektsart som beskrevs av Synave 1973. Diostrombus verschureni ingår i släktet Diostrombus och familjen Derbidae. Inga underarter finns listade i Catalogue of Life.